# یولیوس کورتیس
یولیوس کورتیس (انگلیسی: Julius Curtius؛ ۷ فوریهٔ ۱۸۷۷ – ۱۰ نوامبر ۱۹۴۸) یک سیاست‌مدار اهل آلمان بود.